# Mostafa Dorgham
Mostafa Dorgham (* 10. Januar 1996; eigene Schreibweise Mustapha Dorgham) ist ein ägyptischer Snookerspieler aus Kairo. Als Afrikameister qualifizierte er sich 2023 für die World Snooker Tour und spielte zwei Jahre lang bei den Profiturnieren.

## Karriere

### Internationale Amateurturniere
Mit 17 Jahren trat Mostafa Dorgham erstmals international in Erscheinung, als er bei der U21-Weltmeisterschaft in Peking antrat. Allerdings verlief der Auftritt enttäuschend, da er in der Gruppenphase mit nur einem einzigen Framegewinn ausschied. Zwei Jahre später reiste er zum selben Turnier nach Rumänien und schnitt schon etwas besser ab, nur ein Sieg war aber auch diesmal zu wenig. Zum Jahresende kam aber die Amateurweltmeisterschaft in seine Heimat nach Hurghada und diesmal schaffte er es zumindest bis ins Hauptturnier. Ab 2016 beschränkte er sich auf Turniere in Ägypten und erreichte bei der Afrikameisterschaft in Scharm el-Scheich erstmals das Achtelfinale. Weitere zwei Jahre später fand das Turnier dann in seiner Heimatstadt Kairo statt. Zuvor erreichte er schon beim 6-Red-Format das Finale und schlug mit Mohamed Ibrahim und Hatem Yassen zwei seiner besten Landsleute, Mohamed Khairy verwehrte ihm allerdings den Titel. Beim Hauptturnier hatte er einen leichteren Weg ins Finale, verlor dann aber gegen Ibrahim mit 1:6.
2019 erhielt Dorgham eine Einladung des Snookerweltverbands und er durfte an der Qualifikation zur Weltmeisterschaft in England teilnehmen. Doch gegen Martin Gould war er völlig chancenlos, er verlor 0:10 und machte selbst nur wenige Punkte. Die Corona-Pandemie unterbrach danach seine Ambitionen für 3 Jahre. Bei der Amateurweltmeisterschaft 2022 in Katar kam er bei der Wiederaufnahme des Spielbetriebs bis ins Achtelfinale. An der Afrikameisterschaft nahm er erst 2023 wieder teil. Zum zweiten Mal erreichte er das Finale und diesmal gelang ihm mit 5:2 gegen Khairy der Titelgewinn.

### Profitour
Mit dem Sieg verbunden war die Startberechtigung bei der Profitour für zwei Spielzeiten. Durch das späte Ende der Afrikameisterschaft verpasste er den Auftakt der Saison 2023/24 und danach brauchte er eine Eingewöhnungszeit. Im Dezember 2023 beim Shoot-Out, einem Sonderformat mit nur einem Frame pro Match, gelang ihm gegen Manasawin Phetmalaikul sein erster Sieg. Lospech brachte ihm danach viele starke Gegner und erst bei der Weltmeisterschaft am Ende der Saison gelang ihm sein erster richtiger Sieg. Er schlug Fergal O’Brien mit 10:8. Der Ire nahm das WM-Aus anschließend zum Anlass für sein Karriereende. Für Dorgham bedeutete es den Sprung auf Platz 90 nach der Saison. Das zweite Jahr verlief wechselhaft, hatte aber mehrere Höhepunkte. Bei den Wuhan Open 2024 gewann er die Qualifikation mit 5:4 gegen Ricky Walden und durfte im Hauptturnier in China antreten. Dort verlor er knapp 4:5 gegen Anthony McGill. Bei der UK Championship gewann er 6:4 gegen Huang Jiahao und ein 4:3 gegen Liam Pullen brachte ihn in die zweite Runde der Scottish Open. Viele Punkte für die Rangliste gab es aber erst in höheren Runden und so verlor er Plätze. Auf Platz 110 liegend trat er bei der abschließenden WM an und verlor 7:10 gegen den Amateur Simon Blackwell. Weit entfernt von den Top 64, die auf der Tour verblieben, verlor er damit seinen Profistatus wieder.